# Re‘im
Re‘im (hebreiska: רעים, Re’im) är en ort i Israel.   Den ligger i distriktet Södra distriktet, i den centrala delen av landet. Re‘im ligger 53 meter över havet och antalet invånare är 354.
Terrängen runt Re‘im är platt. Runt Re‘im är det ganska glesbefolkat, med 42 invånare per kvadratkilometer. Närmaste större samhälle är Netivot, 12,9 km öster om Re‘im. Trakten runt Re‘im består till största delen av jordbruksmark.